# Luigi Dadaglio
Luigi Dadaglio (Sezzadio, 28 de septiembre de 1914-Roma, 22 de agosto de 1990) fue un cardenal y arzobispo italiano.

## Biografía
Estudió primero en el seminario de Acqui y más tarde en la Pontificia Universidad Lateranense, donde el 6 de julio de 1942 consiguió el doctorado in utroque jure. El 22 de mayo de 1937 fue ordenado presbítero en la diócesis de Acqui.
EN 1942 entró en la Secretaría de Estado de la Santa Sede, en la sección para los asuntos ordinarios. En1946 pasa a ser secretario de la nunciatura apostólica en Haití y en la República Dominicana, cargo que mantuvo hasta 1950 cuando se convirtió en oyente de la delegación apostólica en los Estados Unidos. En 1953 pasó, siempre como oyente, a la delegación apostólica en Canadá y de aquí en1954 a Australia. En 1958 fue nombrado consejero de la nunciatura apostólica en Colombia y en 1960 fue promovido a nuncio apostólico en Venezuela.
El 28 de octubre de 1961 fue consagrado arzobispo titular de Lero y consagrado obispo el 8 de diciembre del mismo año en la iglesia de los Santos Andrea y Gregorio del Monte Celio por el cardenal Amleto Giovanni Cicognani.
Participó en el Concilio Vaticano II. El 8 de julio de 1967 fue nombrado nuncio apostólico en España y permaneció en este cargo hasta el 4 de octubre de 1980, cuando fue nombrado secretario de la Congregación para el Culto Divino y la Disciplina de los Sacramentos. Cuando la congregación fue dividida en abril de 1984, fue nombrado a pro-Penitenciario Mayor.
En el consistorio del 25 de mayo de 1985, Juan Pablo II lo creó cardenal y le confirió la diaconía de San Pio V a Villa Carpegna. El 15 de diciembre de 1986 fue nombrado arcipreste de la Basílica de Santa María la Mayor.
El 6 de abril de 1990 dimitió del cargo de Penitenciario Mayor tras alcanzar el límite de edad.
Murió en el Policlínico Gemelli el 22 de agosto de 1990, por problemas cardíacos. Fue enterrado en Sezzadio en la cripta familiar.